# 不許複製
『不許複製（La reproduction interdite, 1937年）』は、ベルギーのシュルレアリストであるルネ・マグリットによる絵画である。現在は、オランダのロッテルダムにあるボイマンス・ファン・ベーニンゲン美術館に収蔵されている。
マグリットのパトロンであった詩人のエドワード・ジェームズの依頼で製作された作品であり、顔は描かれていないものの、ジェームズの肖像画であると考えられている:106。この作品は、ロンドンにあるジェームズの自宅の舞踏室のためにマグリットによって製作された3作品のうちの1つであり、他の2作品は、『赤いモデル（Le Modèle rouge）』と、『貫かれた時間（La Durée poignardée）』である。
作品には、鏡の前で、鏡の方を向いて立つ男の後ろ姿が描かれている。マントルピースに置かれた1冊の本は鏡に正しく反射しているが、鏡に映る男の姿は、鏡の手前に立つ男と同様に、こちらに背を向けている。

## 他の作品との関係
マントルピースの上に置かれた本は、エドガー・アラン・ポーによる1838年の小説『ナンタケット島出身のアーサー・ゴードン・ピムの物語』（絵画中では、フランス語でLes aventures d'Arthur Gordon Pymと書かれている）である。ポーはマグリットが好んだ作家の一人であり、ポーの作品は、マグリットの他の作品にも関連づけられている。例えば、1938年の絵画『アルンハイムの地所（Le domaine d’Arnheim）』は、1847年のポーの短編『アルンハイムの地所（The Domain of Arnheim）』と同名である。
マグリットが描いたエドワード・ジェームズの肖像には、この作品の他に『快楽原則（Le Principe du Plaisir, 1937年）』がある。『快楽原則』では、テーブルに手を置いて座っているジェームズが正面から描かれているが、彼の顔は、カメラのフラッシュのような明るい光によって覆い隠されている。
1977年には、グラハム・ヒューズがこの作品をオマージュした写真を撮影し、ロジャー・ダルトリーのソロアルバム『ワン・オブ・ザ・ボーイズ』のカバーアートに使用された。
2003年のペール・ペッテルソンによる小説『馬を盗みに（Ut og stjæle hester）』では、主人公のトロンドが悪夢を見た後、「私は、私がこの世で最も恐れていることが何であったかに気づいた。それは私が、鏡に映る自分を見つめても、ただただ自分の頭の後ろしか見ることのない、あのマグリットの絵の男になることであった」と、この作品に言及している。
映画作品では、ベルナルド・ベルトルッチによる『暗殺のオペラ（Strategia del ragno, 1969年）』、デヴィッド・ケップによる『シークレット・ウインドウ（Secret Window, 2004年）』、リチャード・アイオアディによる『嗤う分身（The Double, 2013年）』、ジョーダン・ピールによる『アス（Us, 2019年）』に、この作品の簡単な再現品が登場する。
また、ジョルジュ・ペレック（脚本）、ベルナール・クィザンヌ（監督）による映画『眠る男（Un homme qui dort）』には、この作品の複製が繰り返し現れ、2014年のドイツの映画『ピエロがお前を嘲笑う（Who Am I - Kein System ist sicher）』にも複製が使用されている。 
ジョン・ケッセルによる選集『The Dark Ride（2022年）』に収録された短編『Consolation』では、この作品がムード・ピースとして役立っている。